# نبرد خیوس (۱۳۱۹)
نبرد خیوس (انگلیسی: Battle of Chios)، نبردی دریایی است که در سواحل شرقی جزایر اژه و جزیره خیوس میان نیروهای مسیحی لاتینی (شوالیه‌های مهمان‌نواز) با ناوگان ترک امارت آیدین در سال ۱۳۱۹ به وقوع پیوست که با پیروزی ناوگان لاتینی همراه بود.